# Life is Beautiful (песня Lil Peep)
«Life is Beautiful» (с англ. — «Жизнь прекрасна») — песня американского рэпера Lil Peep с его посмертного альбома Come Over When You’re Sober, Pt. 2 (2018).

## История
7 ноября 2018 года на YouTube канал артиста был опубликован видеоролик с песней. Видео было сделано в стиле lyrics, где на заднем плане использовалась запись с Lil Peep, а на переднем текст песни.
Данная композиция является ремиксом старого трека Life с мини-альбома Feelz (2015).

## Чарты
| Чарт (2018)                            | Высшая позиция |
| -------------------------------------- | -------------- |
| Чехия (Singles Digitál Top 100)        | 10             |
| Швеция (Swedish Heatseeker Chart)      | 2              |
| Швейцария (Global Top Digital Single)  | 10             |
| США Bubbling Under R&B/Hip-Hop Singles | 4              |
| Новая Зеландия (NZ Hot Singles)        | 6              |
| Великобритания (UK Singles Chart)      | 87             |

## «Life»
«Life» (с англ. — «Жизнь») — песня американского рэпера Lil Peep с его четвёртого мини-альбома Feelz (2015).

### Описание
В этой песне Lil Peep иронично говорит о так называемой «красоте» в жизни, упоминая многие негативные аспекты нашей жизни, а затем саркастически говорит, что эти моменты «прекрасны».
К концу песни Peep отказывается от красоты жизни и, наконец, спрашивает слушателя: «разве жизнь не ужасна?».